# Cristina Comencini
Cristina Comencini (Roma, 8 maggio 1956) è una regista, sceneggiatrice, drammaturga e scrittrice italiana.

## Biografia
Nata a Roma nel 1956, è figlia del regista Luigi Comencini. Nel 1978 si è laureata in economia e commercio alla Sapienza di Roma, con relatore Mario Tiberi, dopo aver frequentato i corsi di Federico Caffè, ma in realtà è attratta dal mondo dello spettacolo, in cui il padre l'aveva già introdotta da giovanissima. Come attrice ha esordito infatti nel 1969 nel film del padre Infanzia, vocazione e prime esperienze di Giacomo Casanova, veneziano e, come co-sceneggiatrice, nel film TV Il matrimonio di Caterina del 1982 insieme a Massimo Patrizi. Sempre come co-sceneggiatrice, lavora nella miniserie televisiva Cuore del 1984, in cui recita anche suo figlio, l'allora undicenne Carlo Calenda (che in seguito diventerà un esponente politico) e nella miniserie televisiva La Storia del 1986, entrambe le volte con Suso Cecchi D'Amico oltre che col padre che le diresse. Lavora anche insieme a Ennio De Concini in Quattro storie di donne, un'altra miniserie diretta, fra gli altri, da Franco Giraldi (1989).
Il suo debutto alla regia è del 1988 con il film Zoo cui seguono, dopo la sceneggiatura di Buon Natale... buon anno (1989), le regie di I divertimenti della vita privata (1990), La fine è nota (1993, dal romanzo di Geoffrey Holliday Hall), Va' dove ti porta il cuore (1996, dal libro best seller di Susanna Tamaro; Globo d'oro e Nastro d'argento all'attrice Virna Lisi), Il più bel giorno della mia vita (2002) e La bestia nel cuore (2005). Quest'ultimo film è stato candidato ai Premi Oscar 2006, nella categoria miglior film straniero, dopo che il film Private di Saverio Costanzo, inizialmente candidato per l'Italia, era stato scartato dall'Academy poiché girato in una lingua diversa dall'italiano.
Comencini si è anche dedicata alla narrativa, pubblicando i seguenti romanzi: Le pagine strappate (1991), tradotto in francese e vincitore del Premio Rapallo Carige sezione Opera Prima nel 1992 e del Premio Air Inter nel 1995; Passione di famiglia (1994); Il cappotto del turco (1997), vincitore del Premio Nazionale Alghero Donna di Letteratura e Giornalismo; Matrioska (2002), finalista al Premio letterario Chianti 2003; La bestia nel cuore (2004), poi adattato per il cinema; L'illusione del bene (2007), finalista nel 2008 al Premio Bergamo e al Premio Strega; Lucy (2013), vincitore del Premio Cortina d'Ampezzo e del Premio Procida-Isola di Arturo-Elsa Morante; Essere vivi (2016), vincitore del Premio Cesare Pavese e del Premio Tropea.
Nel 2004 partecipa pure alla fondazione dell'associazione culturale "Artisti Uniti" con Piero Maccarinelli, Carol Levi, Riccardo Tozzi, Carlo Degli Esposti, Roberto Cicutto, Tilde Corsi, con lo scopo di promuovere e realizzare iniziative teatrali.
In precedenza aveva scritto testi teatrali: La traviata, del 2000, che porta all'interno della lirica di Verdi un'ondata di novità. Poi Due partite: commedia in due atti scritta per quattro interpreti femminili, è stata messa in scena nel 2006 al teatro Valle di Roma e poi ripresa con successo in tutta Italia. Dalla versione teatrale è stato anche ricavato l'omonimo film di Enzo Monteleone, uscito in sala nel 2009.
Un'altra sua opera teatrale è Est-Ovest, sempre del 2009. Torna nel 2013 con La Scena, spettacolo teatrale che vede protagonista il trio Angela Finocchiaro, Maria Amelia Monti e Stefano Annoni con scene e costumi della sorella Paola Comencini.
Nel 2023 ha diretto un film liberamente tratto dal romanzo Il treno dei bambini, il successo editoriale di Viola Ardone: prodotto da Palomar per Netflix Italia e intitolato come il libro, ha come interpreti principali Barbara Ronchi, Serena Rossi e Stefano Accorsi.

## Vita privata
Sorella di Paola, Eleonora e Francesca, ha tre figli. Il suo primo compagno è stato il giornalista e scrittore Fabio Calenda, dal quale ha avuto il figlio Carlo Calenda, nato quando lei non era ancora diciassettenne, che ha recitato a 10 anni nella miniserie televisiva Cuore sotto la direzione del nonno Luigi Comencini, per poi da adulto intraprendere la carriera di dirigente d'azienda e uomo politico, e la figlia Giulia Calenda, sceneggiatrice. In seguito è stata sposata con il produttore Riccardo Tozzi fino al 2016, dal quale ha avuto il figlio Luigi Tozzi, musicista e producer.
La regista era già nonna all'età di 33 anni.

## L'impegno civile
Dal 1969 al 1973 ha militato in Lotta Continua.
Tradizionalmente impegnata per i diritti civili e la parità di genere, il 13 febbraio 2011 ha partecipato alla manifestazione Se non ora, quando? per il rispetto e la dignità delle donne, dopo il caso Ruby, che ha visto la partecipazione di un milione di donne nelle piazze italiane.
Il 17 maggio dello stesso anno interviene alla manifestazione a Piazza Navona contro l'omofobia e in favore della proposta di legge volta ad introdurre la componente omofobica come aggravante per i reati di aggressione.
Collabora saltuariamente a La Repubblica, specialmente sui temi relativi alla parità di genere e alla violenza sulle donne.

## Filmografia

### Regista
- Zoo (1988)
- I divertimenti della vita privata (1990)
- La fine è nota (1993)
- Va' dove ti porta il cuore (1996)
- Matrimoni (1998)
- Liberate i pesci! (2000)
- Il più bel giorno della mia vita (2002)
- La bestia nel cuore (2005)
- Bianco e nero (2008)
- Quando la notte (2011)
- Latin Lover (2015)
- Qualcosa di nuovo (2016)
- Sex Story[16] (2018) - documentario
- Tornare (2019)
- Il treno dei bambini (2024)

### Sceneggiatrice
- Cuore, regia di Luigi Comencini (1984)
- La Storia,  regia di Luigi Comencini (1986)
- Buon Natale... buon anno, regia di Luigi Comencini (1989)
- Due partite, regia di Enzo Monteleone (2009)
- La donna della mia vita, regia di Luca Lucini (2010)

### Attrice
- Infanzia, vocazione e prime esperienze di Giacomo Casanova, veneziano, regia di Luigi Comencini (1969)

## Opere
- Le pagine strappate, Feltrinelli, Collana I Canguri 1991, Super Universale Economica 2006, ISBN 978-88-07-84071-5
- Passione di famiglia, Feltrinelli, Collana I narratori, 1994, Universale Economica, 2007, ISBN 978-88-07-81362-7
- Il cappotto del turco, Feltrinelli, Collana I narratori, 1997, Universale Economica, 1998, ISBN 978-88-07-81508-9
- Matrioska, Feltrinelli, Collana I narratori, 2002, Universale Economica, 2004, ISBN 978-88-07-81795-3
- La bestia nel cuore, Feltrinelli, Collana I narratori, 2004, Universale Economica, 2005, ISBN 978-88-07-81853-0
- Due partite, Feltrinelli, Collana Super Universale Economica, 2006, ISBN 978-88-07-84073-9
- L'illusione del bene, Feltrinelli, Collana I narratori, 2007, Universale Economica 2010, ISBN 978-88-07-72155-7
- Quando la notte, Feltrinelli, Collana I narratori, 2009, Universale Economica 2013, ISBN 978-88-07-88021-6
- Lucy, Feltrinelli, Collana I narratori, 2013, Universale Economica 2014, ISBN 978-88-07-88401-6
- Voi non la conoscete, Feltrinelli, Collana I narratori, 2014, ISBN 978-88-07-03088-8
- Essere vivi, Einaudi, Collana I coralli, 2016, ISBN 9788806230425
- Da soli, Einaudi, Supercoralli, 2018, ISBN 9788806238254
- Flashback, Feltrinelli, Collana I narratori, 2022, ISBN 9788807035067

## Riconoscimenti
- Premi Oscar 2006 – Candidatura come miglior film straniero per La bestia nel cuore
- Nastri d'argento 2002 – Migliore sceneggiatura per Il più bel giorno della mia vita
- Nastri d'argento 2015 – Nastro d'argento speciale per Latin Lover
- Globo d'oro 1989 – Miglior opera prima per Zoo
- Globo d'oro 1993 – Miglior film per La fine è nota
- Globo d'oro 2002 – Miglior sceneggiatura per Il più bel giorno della mia vita
- 2020 – Ciak d'oro - Candidatura a miglior regista per Tornare[17]
- 2024 - Ciak d'oro [18] - Candidatura migliore regista per Il treno dei bambini